# Om en Buick 8
Om en Buick 8 (originaltitel From a Buick 8) är en skräckroman från 2002 av Stephen King. Den gavs ut i svensk översättning 2003.

## Handling
Flera år efter att ortens omtyckte polisman Curtis Wilcox körts ihjäl av en rattfyllerist börjar dennes son Ned Wilcox göra småjobb runt polishuset. Ned upptäcker ett skjul med en gammal bil som delvis påminner om en Buick Roadmaster från 1953. Ned börjar förhöra de övriga på polisstationen och får reda på att hans far funnit bilen övergiven vid en bensinstation. Bilen, som inte verkar helt riktig (ratten är alldeles för stor och vissa reglage är kulisser, och när Sandy Dearborn, numer chef på polisstationen, försöker trycka in en grusbit i ett däck på bilen, ramlar gruset snabbt ut) bogseras från skjulet där den stått i decennier. Sandy berättar för Ned om bilens utbrott eller ljusskalv då bilen avger ljus så starkt att det inte går att titta på. Sandy berättar även om mystiska och dödliga ting som verkar ramla ut ur bakluckan på bilen. Ned bestämmer sig för att undersöka om bilen har samband med hans fars död.